# Burchard-Bélaváry család
Családja történetét (Both néven) a 12. századra vezetik vissza a genealógiák, Bars (Zsikva – Sikava) és Bihar (Bélavár) vármegyei birtokokról és 1461-ben szerzett nemesi címről számolnak be, melyet 1557-ben I. Ferdinánd szikavai Bélaváry György számára megújított. A 16. századtól Bélaváryként szereplő család 1575 után több ágra szakadt.

## Jelentősebb tagjai
- szikavai és bélavári Both család, majd Burchard von Bélavary de Sycava, Vö. Raeapteek (de) (1582 – 1911).
- Belavári András, pozsonyi kanonok és vicarius (16. század).
- Bélaváry György (fl. 1550-1574), számvevő-udvarbíró, Lednici várnagy, 1550-ben Dévényi várának a kapitánya nádori képviseletben. Humanista gondolkodó, Kálvin elmélkedéseinek rokonszenvese. Sycava, Bélavár, Gáborján, Váncsod, Radma, Vörösvar és Gybros ura.[1][2]
- Bélaváry Dávid (kb. 1580°), Bethlen Gábor erdélyi fejedelem tanácsosa, a Szepesi Kamara elnöke.
- Bélaváry Miklós (1611 körül – 1670). Bíró, Szepesi Kamarai igazgató és tanácsos, nagy- és felsőbányai bánya komiszárius (1664); Felső-Magyarországi hadiszéken (1666).
- Bélaváry György, Győri magyar sereg biraja (a győri várban gyalogvajda) (1657-1662),  a magyar sereg bírája (Judex Bellicus Hungaricus) (1662),[3]  a győri káptalan jegyzője.
- Bélaváry Dávid II. (17. század – 18. század) , a kassai kamara tisztje volt, harmincados (tricesimator), császárí biztos.[4]
- I. Johann Burchard (Pozsony, 1546 – Tallinn, 1616). Bélaváry Both Ambrus fia. 1575-ben kerelőszentpáli csatában Bekes Gáspár mellett harcol, a csata kedvezőtlen kimenetele miatt kénytelen elhagynia Magyarországot és Tallinnba telepedik le, ahol átveszi a ma is működő városi gyógyszertárat (Raeapteek), a tíz generációs orvosgyógyszerész család alapítójaként. Habinem és Wannamois ura.[5]
- II. Johann Burchard von Bélaváry de Sycava (1583-1636), Tallinn gyógyszerésze. Habinem és Wannamois ura.[5]
- III Johann Burchard von Bélaváry de Sycava (1605-1671), Tallinn gyógyszerésze, a Nagycéh (Große Gilde) mestere. Habinem és Wannamois ura.[5]
- IV. Johann Burchard von Bélaváry de Sycava (1651-1691), Tallinn gyógyszerésze. Habinem és Wannamois ura.[5]
- V. Johann Burchard von Bélaváry de Sycava (Tallinn, 1683 – Tallinn, 1738), gyógyszerész, tisztiorvos, a haditengerészeti kórház orvosa. Orvosi hírnevének köszönhetően, Nagy Péter orosz cár őt kérte fel súlyos betegsége gyógyítására, azonban még útközben értesült a cár elhunytáról.[6]
- VI. Johann Burchard von Bélaváry de Sycava (Tallinn, 1718 – Tallinn, 1756), Tallinn város orvosa (Stadtphysikus) és gyógyszerésze, Merjama ura.[6]
- VII. Johann Burchard von Bélaváry de Sycava (Tallinn, 1748 – Tallinn, 1808), orvos és Tallinn gyógyszerésze.[6]
- VIII. Johann Burchard von Bélaváry de Sycava (Tallinn, 1776- Tallinn, 1838), orvos és Tallinn gyógyszerésze. Az észt lovagi testvériség (Estländische Ritterschaft) tagja, műgyűjtő, az ókori művészet rajongója, az első észt múzeum alapítója, gyűjteményét „Mon faible” („Gyengeségem”) néven tette közzé.[6]
- IX. Johann Burchard von Bélaváry de Sycava (Tallinn, 1808- Tallinn, 1869), a Tartui Egyetem gyógyszerésze.[5]
- X. Johann Burchard von Bélaváry de Sycava (Tallinn, 1843- Tallinn, 1891), a Burchart gyógyszerész-dinasztia utolsó tagja. A Burchart család 1911-ben eladta a gyógyszertárat Rudolf Carl Georg Lehbertnek (1858–1928).[5]
- Gottlieb Burchard von Bélaváry de Sycava (Tallinn, 1721 – Tallinn, 1759), Tallinn városának tanácsosa, a Nagycéh mestere. Munnalas ura.
- Burchard Johann Konrad született Burchard von Bélaváry de Sycava (Tallinn, 1748- Lengyelország, Varsó (?), 1838), Habinem és Wannamois ura (Észtország), kapitány és Kościuszko segédtisztje, diplomata, gyógyszerész, gyógyszertárt birtokolt Varsóban és Radomban, Radom polgármestere.
- Bélaváry Burchard Konrád (18. század – 19. század) Tábornok, Núbia kormányzója.
- Bélaváry Burchard János Vilmos (Lublin, 1795 – Bécs, 1881), iparos és borkereskedő, pezsgőbor-, ecet- és üvegfeldolgozó üzemet birtokolt Eperjesen és sokat tett a város fejlődéséért, haditiszt a lengyel-magyar felkelés idején, hadi tetteiért a Virtuti Militari-rend Arany Keresztjével tüntették ki.
- Burchard-Bélaváry Gyula Julius-Konrad (Lublin, 1825 – Reims, 1917), bányamérnök, az 1848–49-es forradalom és szabadságharc során huszárkapitány, kiérdemelte a Magyar Katonai Érdemrend III. osztályát. A Burchard-Delbeck & Cie pezsgõk igazgatója. A Nagy Márkák Szindikátumának (Reims) megválasztott elnöke (1893–1897). Léon Noël (1888-1987), nagykövet és francia politikus, nagyapja.
- Burchard-Bélaváry Gusztáv (Eperjes, 1829 – Budapest, 1903), a Pesti Királyi Tudományegyetem és a Bécsi Egyetem Közgazdaságtan, Politológia és Kereskedelmi jog karának professzora ; író, festő, Zichy Mihály barátja. Az 1848–49-es forradalom és szabadságharc során főhadnagy, kiérdemelte a Magyar Katonai Érdemrend III. osztályát. Gyula testvére.
- Burchard-Bélaváry Konrád (1837-1916), a főrendiház tagja. Gyula testvére.
- Burchard-Bélaváry Pál (1873-1932), Cs. és kir. követségi titkár, huszárkapitány, a Signum Laudis tulajdonosa.
- Burchard-Bélaváry Rezső/Rudolf (1870-1949), dr. rer. pol., miniszteri tanácsos. Fejér vármegye és Székesfehérvár sz. kir. város főispánja mellé főispáni titkárnak osztották be, Siófok Balatonfürdő Rt. igazgatója (1907-1918). Az Első Budapesti Gőzmalmi Rt igazgatója, a Royal Nagyszálloda Rt igazgatósági elnöke, a Pesti Hengermalom Társaság aligazgatója, és több más vállalat vezetőségének tagja. A GYOSZt képviseli a székesfőváros törvényhatósági bizottságában. A polgári hadi érdemkereszt kitüntetettje.
- Burchard-Bélaváry Andor (1880-1947), dr. jur., m. kir. kormányfőtanácsost, lovas kapitány, a Pesti Hengermalom Társaság igazgatója,[7] a vörös keresztegyeleti főmegbízott helyettese. A Ferenc József-rend lovagja.
- Burchard-Bélaváry István (1864-1933), festő.
- Bélaváry Burchard Erzsébet (1897-1987), magyar pedagógus.

Czímer: Vágott paizs a felső mezőben arany griff, az alsó kék mezőben három liliom, sisakdísz: arany vörössel, illetőleg arany kékkel, vágott szarvak között növekvő griff: takarók: vörös-arany, kék-arany, jelmondat: Impadivus.” (Impadivus: nagyjából „rettenthetetlen”-FÁ)